# Listă de jocuri video despre Roma antică
Aceasta este o listă de jocuri video notabile a căror acțiune are loc (și) în Roma antică.
| Nume                                       | Data apariției     | Tip                                            | Dezvoltator(i)                                                                        | Editor(i)                                                                                                  | Platforme                                                            | Note / Ref. |
| ------------------------------------------ | ------------------ | ---------------------------------------------- | ------------------------------------------------------------------------------------- | --- | -------------------------------------------------------------------- | --- |
| Against Rome                               | 2003               | joc RTS                                        | JoWooD Productions Software                                                           | Independent Arts Software                                                                                  | Microsoft Windows                                                    | Acțiunea are loc în timpul Imperiului Roman, jucătorul putând alege între teutoni, celți și huni. Misiunea este de a-și recâștiga independența în fața romanilor și să cucerească ținuturi de-a lungul Britaniei, Germaniei, Rusiei, Europei de Est și a Italiei. |
| Age of Empires: The Rise of Rome           | 1998, 31 octombrie | joc de strategie                               | Ensemble Studios                                                                      | Microsoft Game Studios                                                                                     | Microsoft Windows                                                    | Jucătorul are patru civilizații noi la dispoziție: romanii, Palmyra, Macedonia și Cartagina. |
| Assassin's Creed: Brotherhood              | 2010               | joc de acțiune, de aventură, istoric, stealth  | Ubisoft Montreal                                                                      | Ubisoft | PlayStation 3, Xbox 360, Microsoft Windows, Mac OS X, Cloud (OnLive) | Jocul începe în Roma care în cele din urmă se prăbușește din cauza familiei Borgia |
| Annals of Rome                             | 1986               | joc TBS                                        | Personal Software Services                                                            | | ZX Spectrum, Amstrad CPC, Commodore 64, Atari ST, Amiga, MS-DOS      | începe în 273 î. Hr., jucătorul controlând statul roman. Misiunea este supraviețuirea și nu neapărat victoria militară. |
| Asterix & Obelix XXL                       | 2004               | joc de acțiune și de aventură                  | Étranges Libellules                                                                   | Atari | Microsoft Windows, Game Boy Advance, GameCube, PlayStation 2         | Jocul prezintă luptele războinicului galez Asterix cu romanii în 50 î.Hr. |
| Asterix & Obelix XXL 2: Mission: Las Vegum | 2005               | joc de acțiune și de aventură                  | Etranges Libellules                                                                   | Atari | PC, PlayStation 2, PlayStation Portable, Nintendo DS                 | Este continuarea jocului Asterix & Obelix XXL. Iulius Caesar are un alt plan de a cuceri Galia, construind un parc tematic numit Las Vegum, o parodie a orașului Las Vegas. |
| Asterix                                    | 1993               |                                                | Bit Managers                                                                          | Infogrames                                                                                                 | NES, Super NES, Game Boy                                             | Jucătorul controlează un galez pitic și mustăcios, care trebuie să avanseze de-a lungul mai multor niveluri situate peste tot în Europa, luptându-se cu romanii și cu diferite animale agresive pentru a-și salva prietenul său, Obelix, înainte ca Iulius Cezar să-l arunce la lei. Acțiunea are loc în anul 50 î.Hr.. |
| Asterix and the Power of the Gods          | 1995               | joc francez de acțiune 2D                      | Core Design                                                                           | Sega | Sega Genesis                                                         | Denumire originală Astérix et le pouvoir des dieux. Vercingetorix a fost înfrânt de Iulius Caesar și de armata romană. Scutul a fost pierdut și Asterix trebuie să-l ia înapoi din mâinile romanilor. Jucătorul trebuie să-l ghideze pe Asterix prin diferite niveluri ale acestui joc 2D. |
| Asterix: Mega Madness                      | 2001, 30 mai       | joc de aventură                                | Unique Development Studios                                                            | Infogrames                                                                                                 | PC, PlayStation                                                      | (Este cunoscut ca Asterix: Maximum Gaudium în Germania) |
| Caesar I                                   | 1992, 12 octombrie | joc de construcție orașe                       | Impressions Games                                                                     | Sierra Entertainment                                                                                       | Amiga, Atari ST, DOS                                                 | Joc similar cu SimCity. |
| Caesar II                                  | 1995, 4 septembrie | joc de construcție orașe                       | Impressions Games                                                                     | Sierra Entertainment                                                                                       | Macintosh, Windows (în MS-DOS)                                       | Jocul începe în momentul în care Imperiul Roman se extinde mai departe de Peninsula Italiană. Jucătorii au posibilitatea de a civiliza provinciile barbare adiacente, în cele din urmă având posibilitatea de a se extinde la dimensiunile maxime ale Imperiului Roman. |
| Caesar III                                 | 1998               | joc de construcție orașe                       | Impressions Games                                                                     | Sierra Entertainment                                                                                       | Microsoft Windows, Mac OS                                            | Orașele din Caesar III încearcă să reflecte cu acuratețe viață cotidiană a cetățenilor romani - plebea săracă locuiește în corturi și barăci, în timp ce cei mai bogați patricieni locuiesc în vile somptuoase. Alimente de bază includ grâul, fructe, legume, carne de porc, de asemenea vinul este necesar pentru unele festivaluri și în dezvoltarea caselor. Cetățenii se plimbă pe străzi, în veșminte diferite și-și pot spune numele lor jucătorului precum și sentimentele lor legate de dezvoltarea orașului. |
| Caesar IV                                  | 2006, septembrie   | joc 3D de construcție orașe                    | Tilted Mill Entertainment                                                             | Sierra Entertainment                                                                                       | Microsoft Windows                                                    | [ 16 ] [ 17 ] |
| Catechumen                                 | 2000               | joc video creştin, joc first person shooter 3D | N'Lightning Software Development                                                      | | PC                                                                   | Jucătorul trebuie să elibereze pe frații săi îngropați adânc în catacombele romane având de înfruntat soldați romani posedați de demoni iar la sfârșitul jocului trebuie să alunge pe căpetenia demonilor, Satan, înapoi în lumea de dincolo. |
| Celtic Kings: Rage of War                  | 2002, 21 august    | joc RTS - RPG                                  | Haemimont Games                                                                       | Strategy First, Wanadoo Edition, FX Interactive (Italia și Spania)                                         | PC                                                                   | Jocul are loc pe parcursul anilor în care Iulius Cezar a fost liderul militar al Imperiului Roman. |
| Centurion: Defender of Rome                | 1990-1991          | joc de acțiune TBS - RTS                       | Bits of Magic                                                                         | Electronic Arts                                                                                            | PC DOS, Amiga, Mega Drive                                            | Jocul începe în Roma antică, în anul 275 î.Hr., jucătorul „intrând în sandalele” unui centurion din armata romană, conducând pentru început o singură legiune. Obiectivul final al jucătorului este de a deveni un Cezar, printr-o combinație de succese militare și politici interne de panem et circenses (pîine și circ). |
| Circus Maximus: Chariot Wars               | 2002               | joc de curse                                   | Kodiak Interactive                                                                    | Encore (pe Xbox) și THQ (pe PS2)                                                                           | PS2, Xbox                                                            | Jucătorii concurează unul împotriva altuia întrecându-se cu care, fiecare având un cal și un gladiator. |
| CivCity: Rome                              | 2006               |                                                | Firefly Studios și Firaxis Games                                                      | 2K Games                                                                                                   | Microsoft Windows                                                    | Jucătorul gestionează diverse orașe ale Imperiului Roman prin plasarea strategică a clădirilor asigurându-vă că fiecare cartier are acces la toate produsele de care are nevoie, aceasta fiind provocarea principală. |
| Cradle of Rome                             | 2007               | puzzle, joc de strategie                       | cerasus.media                                                                         | D3 Publisher                                                                                               | Nintendo DS, Wii                                                     | Este bazat pe jocul Rome Puzzle dezvoltat de Awem Studios |
| Cohort II - Fighting for Rome              | 1992               | joc de strategie                               | Micro Miniatures                                                                      | Impressions                                                                                                | Amiga                                                                | Este o continuare a jocului Cohort. |
| Colosseum: Road to Freedom                 | 2005               | joc hibrid de lupte și RPG                     | Ertain                                                                                | Koei | PlayStation 2                                                        | (Titlu original Gladiator: Road to Freedom în Japonia) Jucătorul își asumă rolul unui sclav care trebuie să lupte cu alți gladiatori, cu scopul de a câștiga suficienți bani pentru a-și cumpăra libertatea. |
| The Eternal City                           | 2001               | joc text online găzduit de Skotos.Inc          | Worlds-Apart Productions (acum SOE-Denver)                                            | |                                                                      | Acțiunea jocului are loc în orașul Iridine, un oraș fantastic asemănător celor din Roma antică |
| Europa Barbarorum                          | 2005               |                                                | Europa Barbarorum Development Team                                                    | Europa Barbarorum Development Team                                                                         | Windows, Mac                                                         | Este un pachet modificat al jocului Rome: Total War |
| Europa Universalis: Rome                   | 2008               | joc de strategie                               | Paradox Development Studio și Paradox Interactive                                     | Steam și GamersGate                                                                                        | Microsoft Windows, Mac OS X                                          | (Alt nume: Rome) Jocul are loc în timpul Republicii Romane, începând cu 280 î.Hr., înainte de războaiele punice, și se termină cu apariția Imperiului Roman, în anul 27 î.Hr. Jucătorii au posibilitatea de a alege orice conducător al celor peste 53 de facțiuni, care reprezintă 10 culturi mai importante, printre care cartaginezii, celticii, egiptenii, grecii sau romanii. |
| Gladiator Begins                           | 2010               | joc de acțiune și RPG                          | GOSHOW                                                                                | Acquire în Japonia și Aksys Games în America de Nord                                                       | PlayStation Portable                                                 | Este o continuare a jocului din 2005 Colosseum: Road to Freedom. |
| Gladiator Sword of Vengeance               | 2003               | joc video hack and slash                       | Acclaim Studios Manchester (Software Creations UK)                                    | Acclaim Entertainment                                                                                      | PlayStation 2, Xbox, PC                                              | Jucătorul preia controlul lui Invictus Thrax, un sclav roman care ajunge campion al tuturor gladiatorilor. Favorizat de împărat, Invictus primește promisiunea de a deveni liber. În mod misterios, împăratul este ucis și înlocuit cu un nebun numit Arruntius. Arruntius, plin de sine, decide să distrugă Roma și să o înlocuiască cu un oraș numit Arruntium. |
| Glory of the Roman Empire                  | 2006               | joc 3D de construcție orașe                    | Haemimont Games                                                                       | CDV și FX Interactive                                                                                      | Windows                                                              | Sunt 2 scenarii: Gloria Imperiului Roman (cu 30 misiuni în 11 orașe istorice) și Imperium Romanum (cu 2 campanii, una militară și una pașnică). - Gods & Heroes: Rome Rising (2011), joc RPG dezvoltat de Heatwave Interactive, Inc. și publicat de Heatwave Interactive, Inc. și Perpetual Entertainment, Inc., platforme: Windows. Jucătorul preia rolul unui comandant care trebuie să salveze Roma de numeroși inamici (barbari, rebeli sau creaturi mitologice cum ar fi centaurii). |
| Grand Ages: Rome                           | 2009               | joc RTS și de construcție orașe                | Haemimont Games                                                                       | Kalypso Media                                                                                              | Microsoft Windows, Cloud (OnLive).                                   | Cunoscut anterior ca Imperium Romanum 2), Campania single-player are loc în timpul ultimilor ani ai Republicii romane în timpul Primului Triumvirat. Jucătorul își asumă misiuni pentru familia sa, încercând să-și creeze o reputație ca om de stat și lider; se pot alege personaje istorice cum ar fi Marcus Tullius Cicero, Marc Antoniu, Pompei Magnus și Marcus Crassus. Anumite evenimente istorice sunt portretizate, cum ar fi răscoala condusă de sclavul Spartacus sau trecerea Rubiconului. La un moment dat jucătorul trebuie să aleagă între a fi de partea lui Iulius Cezar sau de partea lui Magnus Pompei, primind misiuni contra fracțiunii Optimates sau împotriva Populares.                                                           |
| Grand Ages: Rome - Reign of Augustus       | 2010               |                                                |                                                                                       | |                                                                      | Este un add-on pentru Grand Ages: Rome care adaugă o campanie nouă cu 12 misiuni cu conflicte din timpul împăratului Augustus. |
| Imperium Romanum                           | 2008, 22 februarie | joc de strategie și de construcție orașe       | Haemimont Games (Bulgaria)                                                            | Kalypso Media (în Europa), Southpeak Interactive (în America de Nord) FX Interactive (în Italia și Spania) | Microsoft Windows.                                                   | Este o continuare a jocului Glory of the Roman Empire. |
| Imperivm: Great Battles of Rome            | 2005, mai          |                                                | Haemimont Games                                                                       | FX Interactive                                                                                             |                                                                      | Cunoscut și ca Imperivm III: Great Battles of Rome sau Imperivm RTC: Great Battles of Rome. Este o continuare a jocurilor Celtic Kings: Rage of War și Celtic Kings: The Punic Wars. Se poate juca cu diverse civilizații cum ar fi: Roma (imperială și republicană), Egipt, Germania, Britania, Iberia, Galia și Cartagina. |
| Legion Arena                               | 2005               | joc RPG de tactică în timp real                | Slitherine Strategies                                                                 | Freeverse Software (pentru Mac) și Strategy First (pentru Win)                                             | Mac OS X, Windows                                                    | Jucătorul poate alege să joace cu mai multe triburi în timpul ascensiunii Imperiului Roman. Se pot alege triburile latine, celții și romanii. |
| Legion Arena: Cult of Mithras              | 2006               |                                                |                                                                                       | |                                                                      | un pachet de expansiune al jocului Legion Arena |
| Legion Gold                                | 2003               | joc TBS de război                              | Paradox Entertainment și Slitherine Software UK                                       | Strategy First                                                                                             | Windows                                                              | (sau Legion) Acțiunea jocului cuprinde Cucerirea romană a Italiei, urmată de cucerirea Britaniei, Hispaniei, Galiei și a Germaniei. Se poate juca cu romanii, triburi, celții și grecii. Conține și o campanie neistorică numită Câmpiile Elizee în care romanii se luptă cu Zeusienii, Mogonii, Nodeniții, Belinusianii, Apollonii, Heranii, Cocidii, Venusienii, Arianii, Condatiții, Afrodiții; triburi fictive cu denumiri din mitologie, Star Trek etc. |
| Legions of Death                           | 1987               | joc de strategie                               |                                                                                       | Lothlorien                                                                                                 | Amstrad CPC, Commodore 64, ZX Spectrum.                              | Acest joc necesită ca jucătorii să controleze forțele navale ale Romei antice și ale Cartaginei în timpul războaielor punice cu scopul de a cuceri Marea Mediterană. |
| Legionnaire                                | 1982               |                                                | Chris Crawford                                                                        | Avalon Hill                                                                                                | Atari 8-bit, Commodore 64, Apple II                                  | Jocul recreează campaniile lui Iulius Cezar într-un cadru semi-istoric, jucătorul preluând comanda legiunilor romane în lupte în timp real împotriva barbarilor. |
| Nemesis of the Roman Empire                | 2004               | Joc RTS                                        | Haemimont Games (Bulgaria)                                                            | Enlight | PC                                                                   | Joc bazat pe războaiele punice. |
| Nethergate                                 | 1999               | joc RPG fantastic, istoric                     | Jeff Vogel (Spiderweb Software)                                                       | | Macintosh și Microsoft Windows                                       | Poate fi jucat de partea celților sau a romanilor. O nouă versiune, numită Nethergate: Resurrection a apărut la 21 mai 2007. |
| Pax Romana                                 | 2003               | joc joc de strategie în timp real              | Pyro Studios                                                                          | DreamCatcher Interactive                                                                                   | Microsoft Windows                                                    | Acțiunea are loc în Mediterana antică și obiectivul jocului este controlul destinului Romei, sunt disponibile două variante de gameplay: strategic și politic. |
| Praetorians                                | 2003               | joc 3D de strategie în timp real               | Galiléa                                                                               | Eidos Interactive                                                                                          | Microsoft Windows                                                    | Este bazat pe campaniile lui Iulius Caesar. |
| Ryse: Son of Rome                          | 2013               | joc third-person de aventură și de acțiune     | Crytek                                                                                | Microsoft Studios                                                                                          | Xbox One, Microsoft Windows                                          | Viața centurionului roman Marius Titus care devine conducătorul unei legiuni. |
| Rise and Fall: Civilizations at War        | 2006               | joc de strategie în timp real                  | Stainless Steel Studios                                                               | Midway Games                                                                                               | Microsoft Windows                                                    | Acțiunea are loc în mileniul I î.Hr. și jucătorul poate alege între 4 civilizații antice: Persia, Grecia, Egipt și Roma. |
| Rome: Pathway to Power                     | 1992               | joc de strategie și de aventură                | Firstlight                                                                            | Millennium Interactive (Europa) și de Maxis (SUA)                                                          | Amiga, MS-DOS                                                        | Sau Rome: AD 92. Jocul este împărțit în 6 capitole: 1 - Herculaneum: Jucătorul trebuie sa avanseze de la sclav la cetățean și să scape de erupția Vezuviului; 2 - Roma 1: Jucătorul trebuie să avertizeze cu privire la asasinarea împăratului planificată; 3 - Britania - Jucătorul trebuie să lupte împotriva britanicilor; 4 - Roma 2 - Jucătorul trebuie să fie ales în Senatul roman; 5 - Egipt - Jucătorul trebuie să o protejeze pe Cleopatra; 6 - Roma 3 - Jucătorul trebuie să devină împărat. |
| Rome: Total Realism                        | 2005-2010          | RTS                                            | Rome: Total Realism Development Team Arhivat în 9 decembrie 2013, la Wayback Machine. | Rome: Total Realism Development Team                                                                       | PC, Mac                                                              | Este un pachet modificat al jocului Rome: Total War |
| Rome: Total Realism VII                    |                    |                                                |                                                                                       | |                                                                      | (vezi Rome: Total Realism) |
| Rome: Total War                            | 2004               | joc RTS - TBS                                  | The Creative Assembly și Feral Interactive (Mac OS X)                                 | Activision (original), Sega (prezent) și Feral Interactive (Mac OS X)                                      | Microsoft Windows, Mac OS X                                          | Campania principală a jocului are loc în timpul Republicii Romane târzii și începutul Imperiului Roman (270 î.Hr. - 14 AD), jucătorul controlând una dintre cele trei familii romane (Iuli, Bruti și Scipiones); alte facțiuni sunt disponibile în afara campaniei principale. |
| Rome: Total War: Barbarian Invasion        | 2005               | joc RTS și TBS                                 | The Creative Assembly                                                                 | Activision (inițial) și Sega                                                                               | Windows, Mac OS X                                                    | Campania jocului începe în anul 363 și se termină în 476 AD. Dacă jucătorul nu a îndeplinit toate obiectivele campaniei, în 476 apare o opțiune pentru a termina sau pentru a continua jocul. Jucătorul poate alege să joace cu una din următoarele civilizații: Imperiul Roman de Apus, Imperiul Roman de Răsărit, hunii, goții, vandalii, sarmații, saxonii, francii, alemanii sau sasanizii. În joc apar și alte facțiuni dar acestea nu pot fi alese de jucător: romano-britanicii, rebelii din Imperiul Roman de Apus, rebelii din Imperiul Roman de Răsărit, ostrogoții, roxolanii, slavii, celții, burgunzii, lombarzii, berberii și rebelii. Bătălii istorice: Bătălia de pe Muntele Badon (490-517?) și Bătălia de pe Câmpiile Catalaunice (451). |
| Romopolis                                  | 2009               | joc de simulare și de strategie                | Lonely Troops                                                                         | iWin, Inc.                                                                                                 | Windows                                                              | Jucătorul intră în rolul unui arhitect imperial de care Cezar are nevoie pentru a construi case, temple, piețe, bai, etc pentru ca oamenii să fie fericiți și să-și plătească impozitele. |
| The Settlers II                            | 1996               | joc RTS                                        | Blue Byte Software                                                                    | Blue Byte Software                                                                                         | MS-DOS, Mac OS, Nintendo DS                                          | (The Settlers II: Veni, Vidi, Vici, în germană în original: Die Siedler II: Veni, Vidi, Vici) Este asemănător cu predecesorul său The Settlers |
| Shadow of Rome                             | 2005               |                                                | Capcom                                                                                | Capcom | PlayStation 2 (PS2)                                                  | Este un joc hibrid de lupte/stealth cu acțiunea în Roma antică, vag bazat pe asasinarea lui Iulius Caesar. |
| Spartan: Total Warrior                     | 2005               | joc video hack and slash                       | The Creative Assembly                                                                 | Sega | Xbox, PlayStation 2 și GameCube                                      | Este un spin-off al seriei Total War. Jucătorul controlează un spartan ghidat de Ares și luptă alături de aliații săi greci împotriva invaziei Imperiului Roman. |
| SPQR: The Empire's Darkest Hour            |                    | puzzle, joc pentru computer de aventură        | CyberSites                                                                            | GT Interactive                                                                                             | PC                                                                   | Altă denumire: SPQR. Jucătorul trebuie să rezolve o serie de puzzle-uri pentru a prinde un criminal care vrea să distrugă Roma. |
| Total War: Rome II                         | 2013, octombrie    | joc TBS / RTS                                  | The Creative Assembly                                                                 | Sega | Microsoft Windows                                                    | Ca și Rome: Total War, jocul are loc în antichitatea clasică și se concentrează asupra Republicii Romane, permițându-i jucătorului să-l transforme în Imperiul Roman dacă dorește. |
| Tournament of Legends                      | 2010               | joc de lupte & puzzle                          | High Voltage Software                                                                 | Sega | Wii                                                                  | (Cunoscut anterior ca Gladiator A.D.) Jocul se bazează pe mitologia greco-romană. |
| Travian                                    | 2006               | joc online în browser, RPG, de strategie       | Travian Games                                                                         | Travian Games                                                                                              | browser                                                              | [ 78 ] |
| Walls of Rome                              | 1993               | joc de tactică de război                       | Mindcraft                                                                             | | IBM                                                                  | [ 79 ] [ 80 ] [ 81 ] |

## Legături externe
- Listă de jocuri video despre Roma antică la MobyGames